# Marie Bonapartová
Princezna Marie Bonapartová (2. července 1882, Saint-Cloud, Francie – 21. září 1962, Gassin) byla francouzská spisovatelka a psychoanalytička, pravnučka Luciena Bonaparta, bratra Napoleona I.

## Původ
Její matka pocházela z velmi bohaté rodiny v Monte Carlu. Roku 1907 se Marie provdala za řeckého prince Jiřího z vedlejší linie dánské královské rodiny, se kterým měla dvě děti, Petra a Evženii.
Patřila k průkopnicím psychoanalýzy ve Francii a úzce spolupracovala se Sigmundem Freudem, jehož spisy překládala a jemuž roku 1938 pomohla uprchnout z nacistického Německa. Napsala knihy o Edgaru Allanu Poeovi, o teorii pudů a o ženské sexualitě. Psychoterapeutickou praxi provozovala až do své smrti.